# Route magistrale 10 (Lituanie)
Pour les articles homonymes, voir A10 et Route A10.
La route A10 (Magistralinis kelias A10) est une route lituanienne reliant Panevėžys à la frontière lettonne en direction de Riga. Elle mesure 66,1 km.

## Tracé
- Panevėžys
- Pumpėnai
- Pasvalys